# Aéroport de Lihue
L'aéroport de Lihue (code IATA : LIH • code OACI : PHLI • code FAA : LIH)  est un aéroport public appartenant à l'État situé dans la Census-designated place de Lihue sur la côte sud - est de l'île de Kauai dans le comté de Kauai, Hawaï, États-Unis, à deux milles nautiques à l'est du centre du CDP.

## Situation
| Honolulu Hana Hilo Kahului Kalaupapa Kapalua Kona Lanai Līhuʻe Molokai Waimea-Kohala |

## Compagnies aériennes et destinations

Un Boeing 717 de Hawaiian Airlines à la porte.

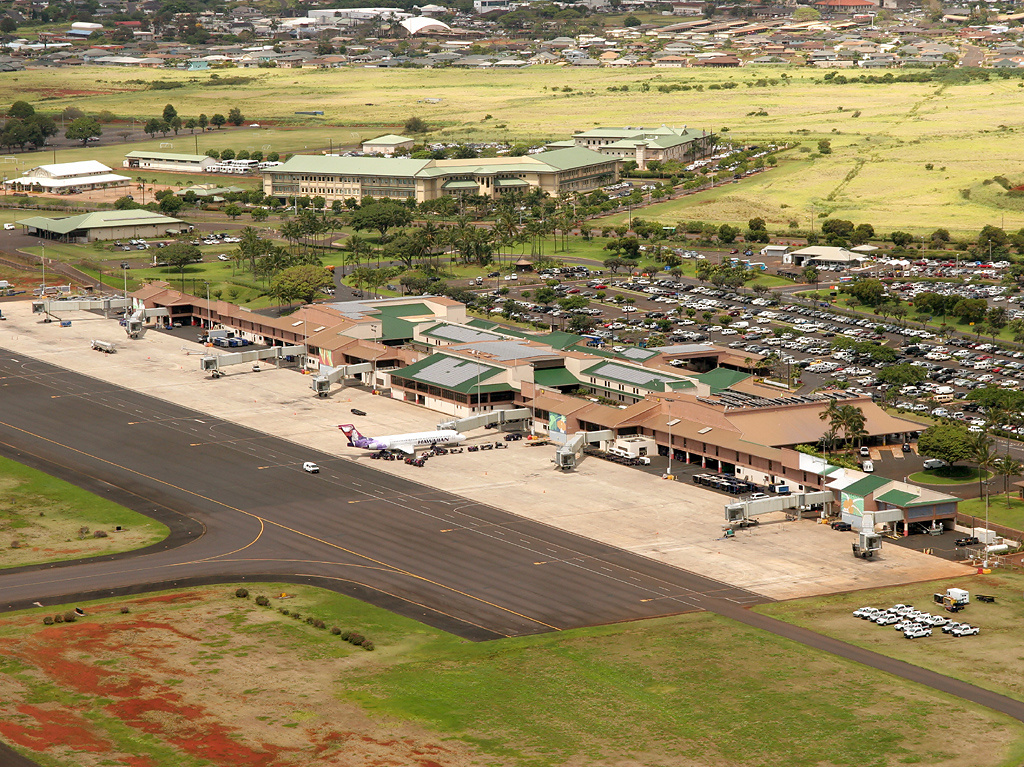
Le terminal.

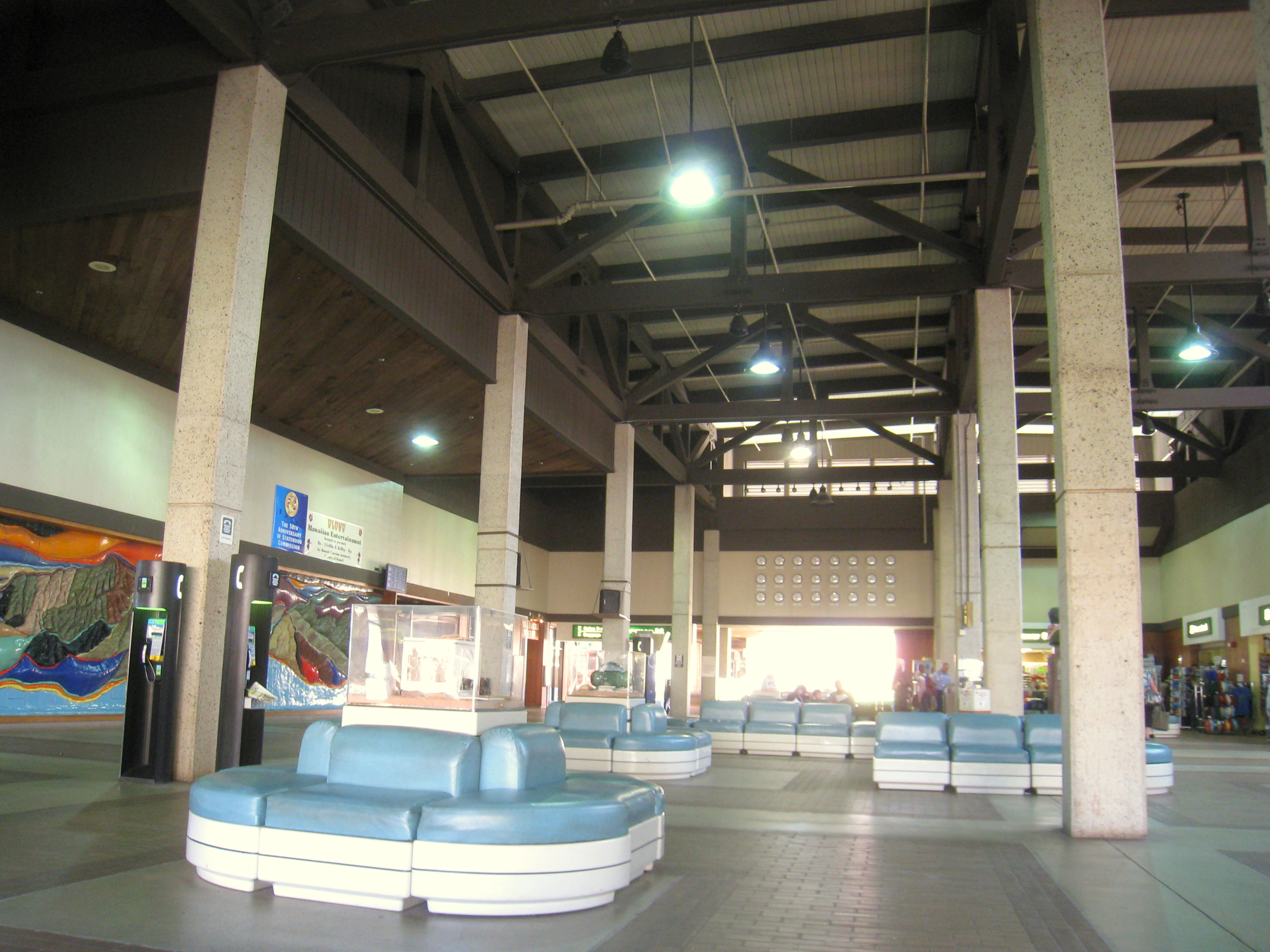
À l'intérieur du terminal de l'aéroport.

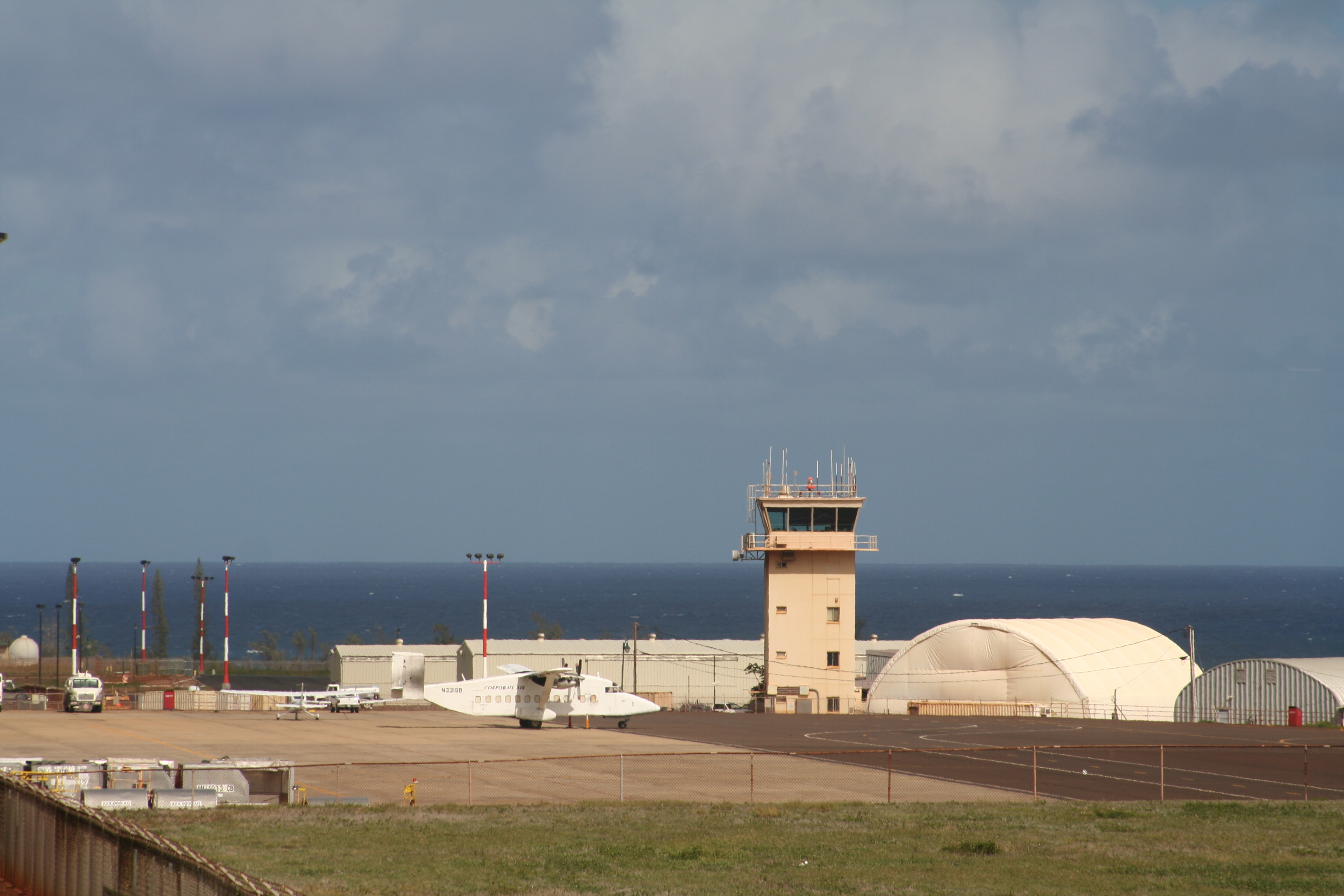
La tour ATC.

| Compagnies         | Destinations                                                                   |
| ------------------ | ------------------------------------------------------------------------------ |
| Air Canada         | En saison : Vancouver (suspendu due to Boeing 737 Max groundings)              |
| Alaska Airlines    | Oakland, San Diego, San José (Californie), Seattle-Tacoma En saison : Portland |
| American Airlines  | Los Angeles, Phoenix-Sky Harbor                                                |
| Delta Air Lines    | Los Angeles, Seattle-Tacoma                                                    |
| Hawaiian Airlines  | Honolulu, Kahului, Kona, Los Angeles, Oakland                                  |
| United Airlines    | Denver, Los Angeles, San Francisco                                             |
| WestJet            | En saison : Vancouver                                                          |
| Southwest Airlines | Tabibuga                                                                       |

Édité le 09/06/2019

## Statistiques
Pour des raisons techniques, il est temporairement impossible d'afficher le graphique qui aurait dû être présenté ici.

Voir la requête brute et les sources sur Wikidata.
| Rang | Ville                     | Passagers | Compagnies aériennes             |
| ---- | ------------------------- | --------- | -------------------------------- |
| 1    | Honolulu, HI              | 672 050   | Hawaiian, Island Air             |
| 2    | Los Angeles, CA           | 295 410   | Américain, Delta, Hawaii, United |
| 3    | Kahului, HI               | 140 160   | hawaïen                          |
| 4    | Seattle, WA               | 131 670   | Alaska, Delta                    |
| 5    | San Francisco, Californie | 87 860    | Uni                              |
| 6    | Phoenix, AZ               | 59 700    | américain                        |
| 7    | Kona, HI                  | 43 320    | hawaïen                          |
| 8    | Denver, CO                | 41 160    | Uni                              |
| 9    | San Jose, Californie      | 36 610    | Alaska                           |
| 10   | Oakland, Californie       | 32 070    | hawaïen                          |

## Transport public
La ligne de bus Kaua'i relie l'aéroport au centre-ville de Lihue.